# Pangraptinae
Sous-famille
Les Pangraptinae sont une sous-famille de papillons de nuit de la famille des Erebidae.

## Liste des genres
Selon BioLib (22 juillet 2024) :
- Episparis  Walker, 1857
- Hyposemansis Hampson, 1895
- Masca Walker, 1859
- Pangrapta Hübner, 1818

## Taxonomie
Le nom valide complet (avec auteur) de ce taxon est Pangraptinae Grote, 1882.
L'analyse phylogénétique ne soutient que faiblement la sous-famille en tant que clade, mais détermine que le clade contenant les Aganainae, les Herminiinae et les Arctiinae est le plus étroitement lié. Les Pangraptinae pourraient être considérablement révisés après une étude plus approfondie.